# XX Персея
XX Персея (IRC +50052 / HIP 9582 / BD+54 444, англ. XX Persei) — полуправильная переменная звезда, красный сверхгигант в созвездии Персея между Двойным скоплением и границей с созвездием Андромеды.

## Переменность
XX Персея является полуправильной переменной звездой подтипа SRc, то есть является холодным сверхгигантом. Общий каталог переменных звёзд указывает период 415 дней. Также указано наличие большего второго периода, первоначальная оценка которого составляла 4100 дней. Более современное исследование показало наличие только медленных изменений с периодом 3150 ± 1000 дней. В другом исследовании не было найдено никаких длительных периодов до 10000 дней.

## Расстояние
Наиболее вероятная оценка расстояния до XX Персея составляет 2290 пк, поскольку считается, что звезда принадлежит ассоциации Персей OB1.

## Свойства
XX Персея является красным сверхгигантом спектрального класса M4Ib с эффективной температурой 3700 K. Звезда обладает большим инфракрасным избытком, что свидетельствует о наличии пыли с температурой 900 K. Источники мазерного излучения не были обнаружены.
XX Персея обладает массой 16 масс Солнца, что превышает значение, начиная с которого возможны вспышки сверхновых.

## Компаньон
XX Персея обладает компаньоном звёздной величины 9.7 на угловом расстоянии 20.5". Спектральный класс двойной системы имеет вид M4Ib + B7V, но ультрафиолетовый спектр звезды-компаньона свидетельствует о спектральном классе A.